# Sufyan Tayeh
Sufyan Abdel Rahman Othman Tayeh (arabisch سفيان تايه; geboren am 20. August 1971 in Dschabaliya; gestorben am 2. Dezember 2023 in Al-Falouja, Dschabaliya) war ein palästinensischer Physikprofessor. Im Jahr 2021 zählte er zu den zwei Prozent der führenden Wissenschaftsforscher der Welt. Von August 2023 bis zu seinem Tod war er zudem Rektor der Islamischen Universität Gaza. Tayeh wurde im Dezember 2023 zusammen mit seiner gesamten Familie durch einen israelischen Luftangriff getötet.
Sufyan Tayeh wurde 1971 im Flüchtlingslager in Dschabaliya geboren, wo er die UNWRA-Schule besuchte. Er studierte Physik an der Islamischen Universität in Gaza, von wo er seinen Bachelor of Science, seinen Master sowie auch seinen PhD erhielt. 2005 wurde er auf der Fahrt nach Ägypten, wo er an der Ain-Shams Universität promovieren wollte, am Grenzübergang in Rafah von den Israelis verhaftet. Nach der Promotion an dieser Universität im Jahre 2007 war Tayeh von 2008 bis 2011 Direktor der Physik-Fakultät der Islamischen Universität in Gaza. Er war ein führender Forscher in den Bereichen Physik und angewandte Mathematik.
Zu Tayehs Forschungsinteressen gehören Lichtwellenleiter, Lichtwellenleiter-Sensorik, Ellipsometrie, Farbstoffsolarzellen und OLED. Er wurde auf den UNESCO-Lehrstuhl für Physik, Astrophysik und Weltraumwissenschaften in Palästina berufen.
Er war verheiratet und hatte zwei Söhne und zwei Töchter. Sufyan Tayeh wurde zusammen mit seiner gesamten Familie durch einen israelischen Luftangriff getötet. 
Der italienische Politologe Alberto Toscano zählte Sufyan Tayeh zu den Opfern dessen, was er als den „Scholastizid“ in Gaza bezeichnete. Israels Logik der Vernichtung umfasste die systematische Zerstörung des Bildungswesen, der Schulen, der akademischen Gebäude (alle 12 Universitäten im Gazastreifen wurden zerstört), die tödlichen Angriffe auf Gelehrte und Intellektuelle und auf 94 Universitätsprofessoren, vom Dichter und Literaturprofessor Refaat Alareer über den Dekan der Krankenpflege der Islamischen Universität von Gaza, Nasser Abu Al-Nour, bis zum Wissenschaftler und Rektor Tayeh – sowie die Ermordung zahlloser Studenten.

## Auszeichnungen
Tayeh war Gewinner des Palestine Islamic Bank Award for Scientific Research 2019 und 2020, Empfänger des Abdul Hameed Shoman Award for Young Arab Scientists und des Islamic University Award for Scientific Research 2021.